# Cinocefalo

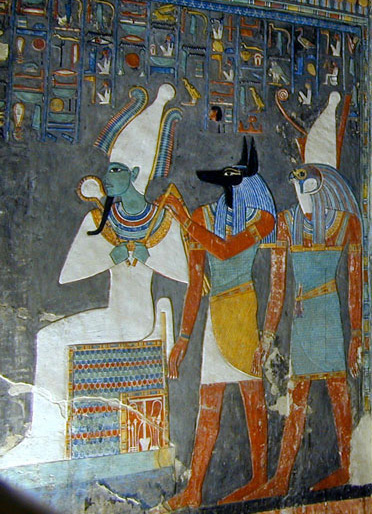
Anubi tra Osiride e Horo

Un Cinocefalo (dal greco antico κυνοκἐφαλος che significa testa di cane) è un essere mitico dal corpo d'uomo e dalla testa di canide, di dimensioni variabili da umane a gigantesche.
I Cinocefali, assieme agli Sciapodi, i Blemmi, i Ciclopi, gli Ippopodi e altre creature consimili, vengono più in generale categorizzati come Popoli mostruosi. Ai Cinocefali vengono attribuite, nella maggioranza dei casi, caratteristiche negative quali l'irrazionalità, l'aggressività e la dissolutezza dei costumi.

## Significato, diffusione e fonti storiche del mito
Il mito del popolo di uomini-cane è presente in tutte le culture indoeuropee di età classica, dall'Africa settentrionale alla Grecia, dalla Persia all'India, nelle quali i Cinocefali vengono sempre indicati con nomi concernenti l'attributo canino. Popolazioni di uomini-cane vengono descritte da vari autori latini e greci con nomi diversi e collocate nei luoghi più remoti.

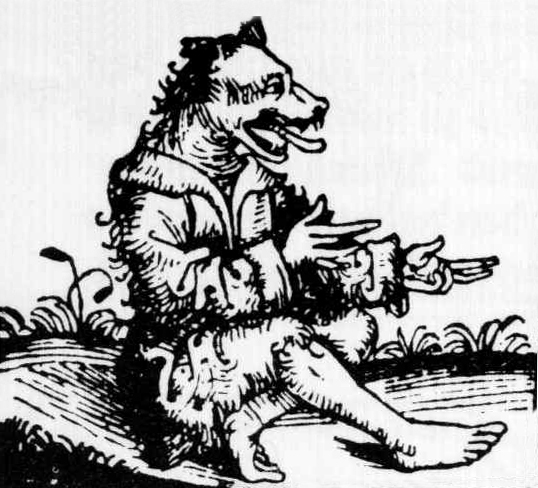
Cinocefalo
Da Schedel'sche Weltchronik di Hartmann Schedel - foglio XII - Particolare.

Vengono descritti come creature mostruose realmente esistenti, talvolta mutuando, però, racconti o miti di altri paesi, come probabilmente viene fatto da Ctesia di Cnido (IV secolo a.C.) descrivendo, nella sua storia dell'India, i Calystrien. Le creature di Ctesia coincidono con gli Swamukha indiani (letteralmente faccia di cane) citati nei Purāṇa.
La fonte greca più antica (VIII secolo a.C./VII secolo a.C.), Esiodo, distingue fra Hemikynes (in greco antico ἡμίκυνες, mezzi cane) descritti come umanoidi dal corpo di cane e kynokephaloi, dalla testa di cane e corpo umano, ma li colloca, entrambi, sulle coste del Mar Nero, trattandoli come un'unica popolazione. Popoli di uomini-cane vengono anche creati ex novo, come fa Luciano di Samosata, nella composizione dell'opera satirica Storia Vera, introducendo la razza immaginaria dei Cinobalanoi (in greco antico Κυνοβάλανοι, ghiande canine, riferito alle ghiande - col significato probabile di peni - alate cavalcate da questi esseri).
Gli autori classici successivi non apportano varianti al mito, se non per il luogo (sempre molto distante) e il nome. Per Strabone e Plinio il Vecchio si chiamano Cynamolgi e abitano in Etiopia, mentre Tertulliano descrive i Cynopennae e li colloca nella Persia.
I Cinocefali vengono, successivamente, catalogati (come già facevano, in parte, gli stessi autori classici, ma ora molto più estesamente), in trattati quali il Liber monstrorum de diversis generibus (VIII secolo), assieme a molteplici creature mostruose, abitanti nelle terre orientali lontane e sconosciute ritenute contigue al Giardino dell'Eden.
Popoli reali, poco noti o ostili, vengono altresì identificati da autori medievali occidentali, più o meno direttamente, con questi esseri fantastici. Per esempio, Paolo Diacono nella sua Historia Langobardorum afferma che i Longobardi, per intimorire degli avversari, alimentassero la diceria di avere tra loro dei feroci Cinocefali. Il miniaturista francese Ademaro di Chabannes scrive nella Historia Francorum - riferendosi ad alcuni Saraceni catturati dai Franchi presso Limoges - che costoro non si esprimevano nella loro lingua, ma guaivano e abbaiavano come cani.
Il chierico Hyon de Narbonne (Ivo di Narbona), in una lettera indirizzata a Gerardus de Malemort, arcivescovo di Bordeaux, testimonia l'assedio dei Tartari a Wiener Neustadt, cittadina del ducato austriaco al confine con l'Ungheria. Nel descrivere le atrocità compiute dagli assedianti, Hyon afferma che i capi dei Tartari hanno dei Cinocefali tra le loro file, a cui danno in pasto i corpi sezionati dei prigionieri. Il frate francescano Giovanni da Pian del Carpine nella Historia Mongalorum, attribuisce caratteristiche canine al volto dei Samoiedi.

## Anubi, il Buon Pastore e San Cristoforo Cinocefalo
Affini ai Cinocefali, dal punto di vista "teratologico" avendo le stesse fattezze, sono anche le divinità egizie Anubi e Upuaut. In questo caso, però, l'uomo-cane assume un significato simbolico differente, quale tramite fra il mondo dei vivi e quello dei morti, nel quale il defunto rinasce a nuova vita.

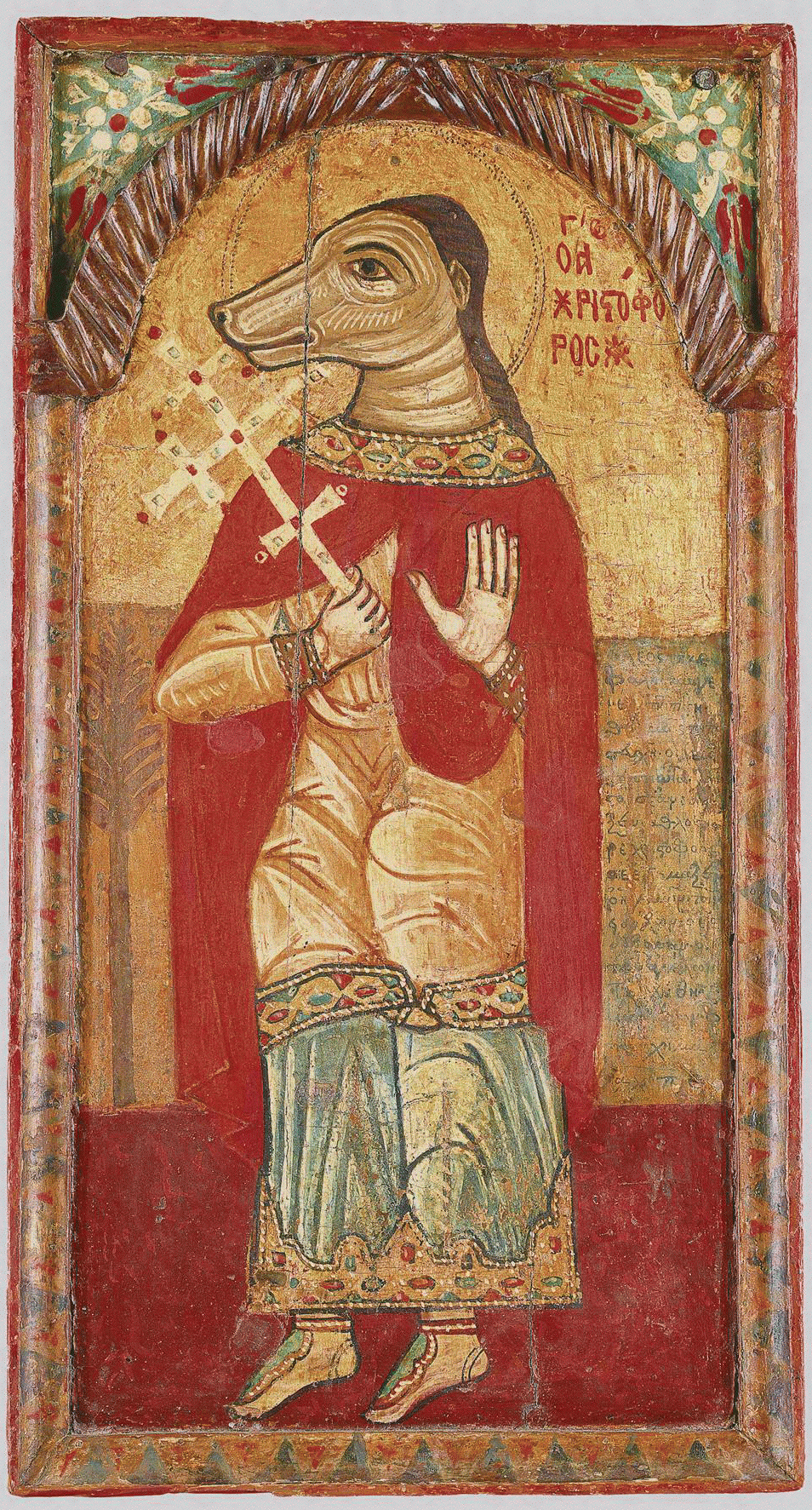
San Cristoforo Cinocefalo
Icona bizantina. Museo Bizantino e Cristiano di Atene.

Il santo cristiano Cristoforo viene raffigurato in moltissime icone e affreschi bizantini con le fattezze di Cinocefalo. Nella Passio sancti Christophori martyris, un testo presente in varie opere di patristica e che ebbe molta diffusione in epoca medioevale, viene narrata la leggenda del santo, che sarebbe proprio un Cinocefalo convertitosi al Cristianesimo.
San Cristoforo Cinocefalo presenta caratteri comuni sia al dio egizio (San Cristoforo traghetta Gesù bambino, portandolo sulle spalle, da una riva all'altra di un fiume, così come Anubi "traghetta" le anime fra il regno dei vivi e quello dei morti) sia ai molteplici racconti di Cinocefali (talvolta San Cristoforo viene rappresentato come un gigante, attributo condiviso da diverse popolazioni di uomini-cane).
La figura di San Cristoforo, sebbene acquisisca alcuni tratti del mito dei Cinocefali (il gigantismo, l'abbrutimento prima della conversione), ne ribalta completamente lo status morale, nella sua santità. Un autore altomedievale (IX secolo), il monaco benedettino Ratramno di Corbie (Ratramnus), nella lettera Epistola de Cynocephalis afferma che i Cinocefali debbano essere considerati come esseri umani. Questo documento esprime un duplice e più complesso atteggiamento verso i popoli mostruosi che si sviluppa nel tempo, che vede, al di là dell'ostilità prevalente, anche l'accettazione come parte della creazione di Dio.
Come riportato da Massimo Izzi, A. H. Krappe e Ph. Walter, la figura di San Cristoforo sarebbe, anche, un retaggio di culti pagani legati al moto astronomico di Sirio, stella appartenente alla costellazione del Cane Maggiore. La festa del santo cade il 25 luglio e il riferimento astronomico riguarderebbe il periodo della "canicola", quello in cui il sorgere e tramontare di Sirio coincidono con quelli del Sole.

## Varianti del mito
- Terra (o Paese) dei Cani

Una variante significativa che descrive popolazioni in cui le femmine (talvolta indicate come amazzoni) sono sempre completamente umane, mentre i maschi sono Cinocefali o cani. La progenie di queste donne, a seconda del sesso del nascituro, perpetua questo dimorfismo. Il mito ha la medesima ampia diffusione di quello dei popoli Cinocefali. Il cronachista medievale tedesco Adamo da Brema nella sua Descriptio Insularum Aquilonis, in cui descrive la geografia, i popoli e costumi della Scandinavia colloca questa terra sulle coste del Mar Baltico.

### Fonti primarie
Sono qui raccolte le fonti storiche principali che forniscono, nel tempo, supporto alla elaborazione e diffusione del mito dei Cinocefali. Le fonti sono indicate in ordine alfabetico. Per le fonti rinascimentali e moderne è indicato anche l'anno di pubblicazione.
Viene utilizzata la convenzione: Libro[in numeri romani].Capitolo.paragrafo/i
Suddivisioni assenti vengono indicate con un punto. Per esempio, (I..11) della Historia Langobardorum significa paragrafo 11 del Libro I, senza suddivisione di capitoli. Suddivisioni ulteriori sono esplicitate.
FONTI GRECO-LATINE CLASSICHE
- Esiodo, Frammento 153
- Luciano di Samosata, Αληθής Ιστορία (Storia Vera) (I..)
- Plinio il Vecchio, Naturalis Historia (VI.190 e 195)
- Strabone, Γεωγραφία (Geografia) (XVI.4.164-166)
- Tertulliano, Apologeticum (Parte III.8.5)

FONTI MEDIOEVALI
- Liber monstrorum de diversis generibus di anonimo dell'VIII secolo
- Adamo da Brema, Descriptio Insularum Aquilonis in Gesta Hammaburgensis Ecclesiae Pontificum (IV.19.118-119)
- Ademar de Chabannes, Chronicon Aquitanicum et Francicum sive Historia Francorum
- Giovanni da Pian del Carpine, Historia Mongalorum quos nos Tartaros appellamus (.11)
- Hyon de Narbonne, lettera inviata all'arcivescovo di Bordeaux databile tra il 1242 e il 1243
- Paolo Diacono, Historia Langobardorum (I..11).
- Ratramno di Corbie, Epistola de Cynocephalis (Patrilogia Latina .121.1153-56)
- Thomas de Cantimpré, Liber de Monstruosis Hominibus Orientis (.14)
- Walter von Speyer, Vita et passio sancti Christopher martyris

FONTI RINASCIMENTALI (XV-XVI secolo d.C.)
- Hartmann Schedel, Schedel'sche Weltchronik (Foglio XII) 1493

FONTI MODERNE (XVII-XIX secolo d.C.)
- Jacob Masen, Speculum Imaginum Veritatis Occultae (.10, pagina 116) 1681

### Fonti secondarie
- Liber monstrorum de diversis generibus. Libro delle mirabili difformità di anonimo dell'VIII secolo, traduzione e commento a cura di Corrado Bologna, Bompiani, Milano 1977
- Anna Avraméa La géographie du culte de saint Christophe en Grèce de l'epoque méso-byzantine, in Geographica byzantina, Publications de la Sorbonne, Parigi, 1981
- Joseph Campbell, Le maschere di Dio: Mitologia occidentale, Oscar Saggi Arnoldo Mondadori Editore, Milano 1992 ISBN 88-04-35633-2
- Jacques Le Goff, Il meraviglioso e il quotidiano nell'occidente medioevale, Laterza, Roma-Bari 1983
- Massimo Izzi, Il dizionario illustrato dei mostri, Gremese Editore, Roma 1989 (pp. 287–288) ISBN 88-7605-449-9
- Luigi Maini, Leggenda di S. Cristoforo edita secondo la lezione di un codice antico, Modena, 1854
- Riccardo Montenegro, Il reale e il suo doppio. La compagnia dei mostri, in Medioevo Anno V, nº9 (56) - settembre 2001
- Pierre Saintyves (pseudonimo dell'editore Emile Nourry), Saint Christophe, successeur d'Anubis, d'Hermes et d'Heracles, Nourry, Parigi, 1936
- Philippe Walter, La mémoire du temps, Champion-Slatkine, Parigi-Ginevra, 1989 (p. 719)
- Rudolf Wittkower, Allegoria e migrazione dei simboli, Giulio Einaudi Editore, Torino 1987
- Umberto Eco, Il nome della rosa, Bompiani, 1980
- Umberto Eco, Baudolino, Bompiani, 2000